# Llista d'episodis de Boruto: Naruto Next Generations
Anunciat el 17 de desembre de 2016, l'adaptació de l'anime va començar a emetre's el 5 d'abril de 2017 a TV Tokyo. A diferència del manga que va començar com una adaptació de la pel·lícula Boruto: Naruto the Movie, l'anime comença la història abans que Boruto i els seus amics es converteixin en ninjas. Va ser realitzat per Pierrot i dirigit per Noriyuki Abe i Hiroyuki Yamashita sota la supervisió d’Ukyo Kodachi, un dels creadors de la sèrie.

## Episodis
| #  | Títol en català                                                                                            | Data d'estrena al Japó | Data d'estrena a Catalunya |
| -- | --- | ---------------------- | -------------------------- |
| 1  | Boruto Uzumaki!! Uzumaki Boruto!! (うずまきボルト!!)                                                       | 5 d'abril de 2017      | -                          |
| 2  | El fill del Hokage ... !! Hokage no Musuko…!! (火影の息子…!!)                                              | 12 d'abril de 2017     | -                          |
| 3  | Metal Lee, força de la natura!! Bōsō, Metaru Rī!! (暴走、メタル・リー!!)                                   | 19 d'abril de 2017     | -                          |
| 4  | Homes contra dones amb tècniques ninja!! Danjo taikō ninjutsu gassen!! (男女対抗忍術合戦!!)                | 26 d'abril de 2017     | -                          |
| 5  | El misteriós nou estudiant...!! Nazo no tenkōsei…!! (謎の転校生…!!)                                        | 3 de maig de 2017      | -                          |
| 6  | La darrera lliçó...!! Saigo no jugyō…!! (最後の授業…!!)                                                    | 10 de maig de 2017     | -                          |
| 7  | Amor i patates fregides...!! Koi to potechi…!! (恋とポテチ…!!)                                             | 17 de maig de 2017     | -                          |
| 8  | La profecia dels somnis Yume no otsuge (夢のお告げ)                                                        | 24 de maig de 2017     | -                          |
| 9  | Demostreu-vos Jibun no shōmei (自分の証明)                                                                 | 31 de maig de 2017     | -                          |
| 10 | El cas del fantasma, que comenci la investigació !! Gōsuto jiken, sōsa kaishi!! (ゴースト事件、捜査開始!!) | 7 de juny de 2017      | -                          |